# آتش سوزی ازمیر ۲۰۲۴
آتش سوزی ازمیر (به انگلیسی:Izmir fire) به آتش سوزی بزرگی در شهر ازمیر ترکیه است و در تاریخ ۲۶ مرداد ۱۴۰۳ اتفاق افتاد.

## آتش سوزی
پی آتش سوزی جنگلی مرگبار در سه منطقه جنگلی در شمال غرب ترکیه، وزیر کشور ترکیه دستور تخلیه مناطق مسکونی در مجاور شهر بندری ازمیر، سومین شهر بزرگ ترکیه به علت پیشروی آتش را صادر کرد.
ابراهیم یومقلی، وزیر کشاورزی و مراتع ترکیه با اعلام اینکه آتش سوزی بزرگی در مناطق جنگلی واقع در استان‌های «چناق قلعه»، «بولو» و «مانیسا» به علت افزایش دما و پیشروی آتش به علت وزش باد رخ داده، اعلام کرد که هم اکنون تیم‌های آتش نشانی و نیروهای امدادی در حال تخلیه مناطق مسکونی هستند و تلاش برای خاموش کردن آتش ادامه دارد.
وزیر کشاورزی ترکیه در آماری اعلام کرد که در عملیات اطفای حریق هم اکنون ۱۴ هواپیما، ۳۱ بالگرد، ۲۶۵ خودروی امدادی به همراه ۱۴۰۰ نیروی امدادی در مناطق آتش سوزی در حال مهار آتش و امدادرسانی هستند.
از سوی دیگر، آژانس خبری آناتولی در خبری اعلام کرد که در جریان وقوع آتش سوزی‌های جنگلی در مجاور مناطق مسکونی تاکنون ۷۸ نفر مصدوم شده‌اند.
به گزارش رسانه‌های خبری، سرعت ورزش باد تا ۸۰ کیلومتر بر ساعت گزارش شده که نه تنها موجب پیشروی حریق شده، بلکه پروازهای اطفا حریق را نیز با مشکل مواجه کرده است.
از سوی دیگر، وزیر کشور ترکیه در آماری اعلام کرد که ۹۰۰ نفر از شهروندان ما در ازمیر تخلیه شدند.
تلاش‌ها برای توقف آتش سوزی جنگل‌ها در ازمیر بی وقفه ادامه دارد.
پیشتر، سلیمان البان، فرماندار ازمیر در اظهاراتی در جمع خبرنگاران اعلام کرد: آتش‌سوزی که از روز سه‌شنبه در کوه یامانلار آغاز شده بود، روز پنجشنبه تا حد زیادی مهار شده بود تا اینکه شب گذشته جرقه چوب‌های بزرگ و کنده های باقی مانده در منطقه خاموش شده مجدداً تحت تأثیر باد با سرعت ۷۰ تا ۸۰ کیلومتر در ساعت شعله‌ور شد.
در حال حاضر آتش سوزی در ۴ تا ۵ منطقه هنوز ادامه دارد و آتش نشانان در تلاش برای خاموش کردن آتش هستند.